# Nicola Fago
Francesco Nicola Fago (Taranto 1677. február 26. – Nápoly 1745. február 18.) olasz zeneszerző.
1704 és 1708 között a Conservatorio Sant'Onofrio, 1705 és 1740 között a Conservatorio della Pietà de' Turchini, valamint 1709 és 1731 között a Capella del Tesoro di San Gennaro-ban (a nápolyi katedrálisban) dolgozott zenekarvezetőként, végül 1736-tól San Giacomo degli Spagnuoliba is. 
Tanítványai között voltak Nicola Sala, Leonardo Leo és Niccolò Jommelli.

## Művei (válogatás)
- Il Radamisto, Dramma per musica, 1707
- Astarto, Dramma per musica, 1709
- Le fenzejune abbendurate, Commedia per musica, 1710
- La Cassandra indovina, Dramma per musica, 1711
- La Cianna, Commedia per musica, 1711
- Lo Masillo Dramma per musica (2. felvonás Michele De Falcótól), 1712
- La Dafne, Favola pastorale in stile arcadio, 1714
- Oratórium Il faraone sommerso (1709)